# Mikronesiska federationen i olympiska sommarspelen 2024
Mikronesiska federationen deltog med en trupp på tre idrottare vid de olympiska sommarspelen 2024 i Paris som hölls mellan den 24 juli och 11 augusti 2024. Det var sjunde raka sommar-OS som Mikronesiska federationen deltog vid. Ingen av landets deltagare erövrade någon medalj.

## Friidrott
Förkortningar
- Notera– Placeringar avser endast det specifika heatet.
- Q = Tog sig vidare till nästa omgång
- q = Tog sig vidare till nästa omgång som den snabbaste förloraren eller, i teknikgrenarna, genom placering utan att nå kvalgränsen
- i.u. = Omgången fanns inte i grenen
- Bye = Idrottaren behövde inte tävla i omgången

Gång- och löpgrenar
| Idrottare  | Gren            | Inledande omgång | Inledande omgång | Heat             | Heat             | Semifinal        | Semifinal        | Final            | Final            |
| Idrottare  | Gren            | Tid              | Placering        | Tid              | Placering        | Tid              | Placering        | Tid              | Placering        |
| ---------- | --------------- | ---------------- | ---------------- | ---------------- | ---------------- | ---------------- | ---------------- | ---------------- | ---------------- |
| Scott Fiti | Herrarnas 100 m | 11,61 0SB0       | 7                | Gick inte vidare | Gick inte vidare | Gick inte vidare | Gick inte vidare | Gick inte vidare | Gick inte vidare |

## Simning
| Idrottare      | Gren                     | Heat    | Heat      | Semifinal        | Semifinal        | Final            | Final            |
| Idrottare      | Gren                     | Tid     | Placering | Tid              | Placering        | Tid              | Placering        |
| -------------- | ------------------------ | ------- | --------- | ---------------- | ---------------- | ---------------- | ---------------- |
| Tasi Limtiaco  | Herrarnas 100 m bröstsim | 1.04,14 | 29        | Gick inte vidare | Gick inte vidare | Gick inte vidare | Gick inte vidare |
| Kestra Kihleng | Damernas 50 m frisim     | 28,81   | 52        | Gick inte vidare | Gick inte vidare | Gick inte vidare | Gick inte vidare |